# A Dictionary of Greek and Roman Antiquities
Le Dictionary of Greek and Roman Antiquities (Dictionnaire des antiquités grecques et romaines) de William Smith est une encyclopédie anglaise traitant de l'Antiquité classique. Elle fut publiée en 1842 avec de nombreuses rééditions. Elle couvre le droit, la religion, l'architecture, les guerres et la vie quotidienne. 
On peut la comparer à d'autres encyclopédies de la même époque en français, en allemand et en italien, telles que le Dictionnaire des Antiquités grecques et romaines de Charles Victor Daremberg et Edmond Saglio, la Realencyclopädie der classischen Altertumswissenschaft de August Pauly et Georg Wissowa et le Dizionario epigrafico di antichità romane, d'Ettore De Ruggiero.

## Éditions
- Édition de 1890 : , Perseus Project
- Édition de 1870 :  , Google Books
- Édition partielle de 1875 : , LacusCurtius
- Édition de 1863 : John Murray